# 砖瓦之日

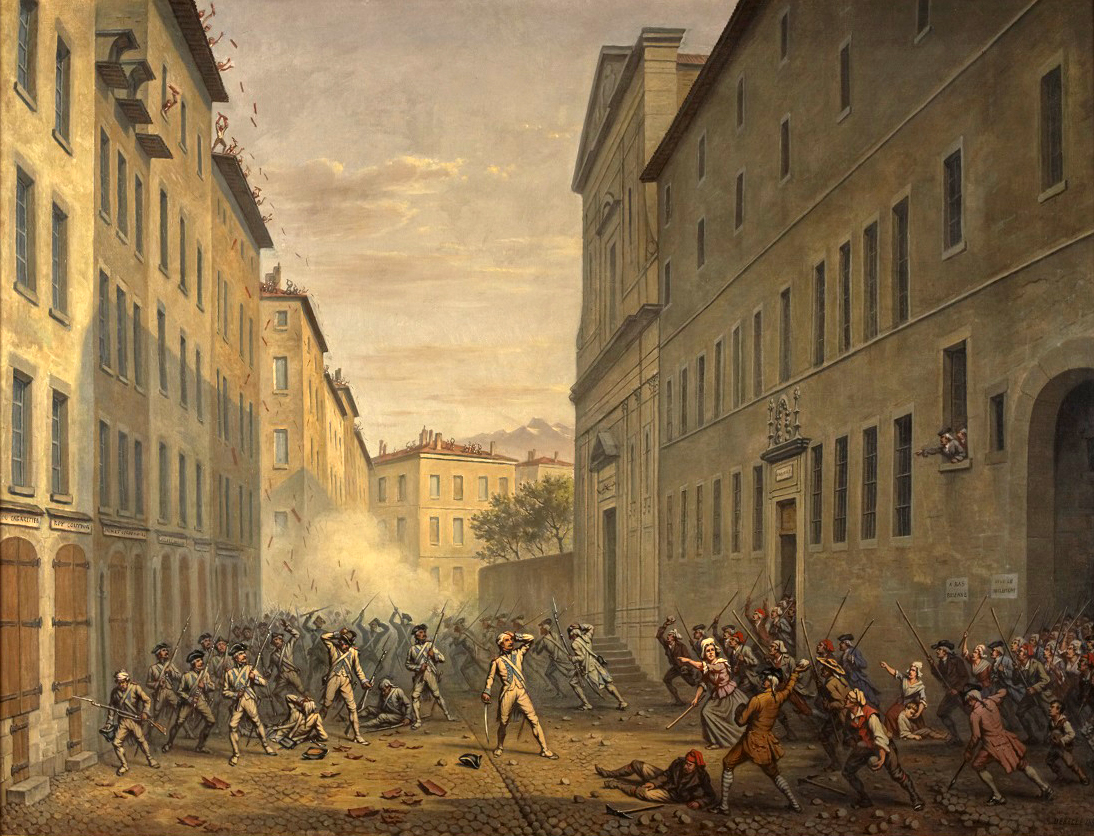
《1788年格勒诺布尔的砖瓦之日》，于1890年由亚历山大·德贝尔绘制（目前收藏于法国大革命博物馆）

砖瓦之日 （法語：Journée des Tuiles）是1788年6月7日发生在法国东南部城市格勒诺布尔的事件。这是法国大革命前夕的首次抗争，部分历史学家把它作为法国大革命的序幕。

## 背景
这一天之前，格勒诺布尔充斥着不安，这是由于经济和财政危机所带来的财务困境。这些法国大革命的起因影响了整个法国，矛盾首先在格勒诺布尔爆发。
这座城市的不安被枢机主教、图卢兹大主教、路易十六的总审计长艾蒂安·夏尔·德·洛梅尼·德布里安所点燃。他解散了法国三级会议以征收新税来处理失控的法国公债。法国市民受到歉收所引起的面包价格上涨所引起的压力本就很大，而特权阶级（教士和贵族）对经济特权的坚持又使压力加剧。他们坚持保留他们对农民和资产阶级地主征收租税的权利，这阻止了王家大臣查尔斯·亚历山大·德·卡洛讷和他在1787年1月召开的显贵会议的改革企图。考虑到这一点，布律埃纳在1787年5月8日被任命为法国王家财政总审计长。当时的公众舆论普遍认为他是一个既没有经验又缺乏想象力的管理者。
1788年6月7日之前不久，一次大的会议决定召集多菲内（法国旧省名）的三级代表开会。而政府决定派兵阻止这一行动。

## 当日事件
派去镇压骚乱的士兵强迫市民离开道路。有些资料显示士兵被派去阻止议员重开三级会议。然而市民却爬上了耶稣会学院周围的建筑，用屋顶上的砖瓦狠狠地投向那些士兵，这便是砖瓦之日的由来。于是在大革命中的第一场政治冲突中，王家士兵被驱逐到了城外。
军队指挥官发现局势如此堪忧以至于他不得不同意召开会议，但仍不同意在首府格勒诺布尔召开。会议因此被安排于1788年7月21日，在维济勒附近的村庄召开。这次会议就是所谓的维济耶集会。
这次事件激发了亚历山大·德贝勒的画《1788年7月13日，砖瓦之日》，这幅画作于1889年。他在这次事件发生一个世纪后作画，而且还弄错了日期，但毫无疑问他的确努力重现了这次事件。

## 事后余波
这次三级会议如约地按照被同意的那样于7月21日召开。代表三个等级（贵族、僧侣和资产阶级）的数百名代表参加了这一次会议，他们代表了两种意见。会议由一位温和改革派律师让-约瑟夫·穆尼埃主持，通过数项决议：
- 法国三级会议的召集办法。
- 保证地方有权拒绝交纳任何没有被三级会议允许征收的税。
- 呼吁废除国王通过发布逮捕密令的方式随意逮捕公民。[2]

这些请求为国王所接受。德布里安于1788年8月去职，但在此之前就颁布了一个法令于1789年5月1日召开三级会议。 这个法令的发布是否是由于维济耶会议的请求或者砖瓦之日的发生仍不清楚，因为至少一种来源显示这一法令的发布日期为1788年7月7日。颁布于砖瓦之日后，然而却是在维济耶集会的两周前。

## 意义
一些历史学家，比如说乔纳森·斯珀伯，使用砖瓦之日的例子证明恶化的社会形势导致了法国大革命的发生。有些其他历史学家甚至把它作为大革命的开端。 R. M. 约翰斯顿所叙述的这次事件 为砖瓦之日、维济耶集会和大革命的开端之间理清了联系。

## 拓展阅读
- Simon Schama (1989). Citizens: A Chronicle of the French Revolution. New York: Knopf, pp. 272-283.